# Умар аль-Хаддуши
Умар ибн Масуд аль-Хаддуши (араб. عمر بن مسعود الحدوشي‎) — салафитский богослов из Марокко, родившийся в Эль-Хосейме.

## Биография
К 9,5 годам стал хафизом, а уже к 14 годам вёл проповеди-хутба и знал наизусть более 7000 хадисов. К 15 годам уже несколько раз арестовывался и подвергался допросу со стороны марокканской разведки DGST (в одном из случаев допрос вёлся более 3 месяцев) и попал под запрет давать проповеди. Изучал Тафсир, хадисы и Сиру, более 8 лет был учеником Мухаммада Абу Хубзы.
Хаддуши — один из 16 факихов, подписавших фатву о запрете помощи США в войне против терроризма. Также поддерживал «Талибан» и Усаму бен Ладена: написал тому письмо с выражением поддержки и советами. Отсидел в тюрьме за гражданское неповиновение часть из своего 30-летнего срока, когда его схватили перед вечерним намазом. В тюрьме помогал сокамерникам изучать Коран и хадисы. Был амнистирован (вместе с 457 другими радикалами, в т.ч. Мохаммедом Рафики и аль-Кеттани — также бывшими членами ас-Саляфии аль-Джихадии) королём Мухаммедом по случаю Мовлида в 2012. После освобождения он перестал критиковать марокканскую монархию.
Критикует вовлечённость марокканской и тунисской молодёжи в Гражданскую войну в Сирии. 1 июля 2014 года написал твит с осуждением Исламского государства, назвав амира группы Абу Бакра аль-Багдади вероотступником, за что подвергся угрозам убийства со стороны сторонников организации. Также является критиком движения Джамиитов и ихванов из «эн-Нахда». Был объектом попытки вербовки со стороны марокканской разведки, пытавшейся убедить его начать вести проповеди против главной оппозиционной партии страны «Аль-Адль валь-Ихсан». Призывал всех мусульман покинуть Европу, сравнивая её с туалетом. Осудил военную операцию Франции в Мали, назвав ту «сионистским крестовым походом» и объявив о куфре любого её поддерживающего.